# Брукс, Джеймс (художник)
Джеймс Брукс (англ. James Brooks; 1906, Сент-Луис, штат Миссури — 1992, Брукхейвен, штат Нью-Йорк) — американский художник-абстракционист.

## Жизнь и творчество
Родился на американском Юге, в Сент-Луисе, штат Миссури. Переезжает в Техас, где с 1923 по 1925 год изучает живопись в далласском Южном методистском университете. С 1926 года художник живёт в Нью-Йорке, здесь в 1927—1930 годах учится на курсах Лиги студентов-художников.
В 1938 году создаёт настенные росписи в Публичной библиотеке Квинса, в 1942 году — в аэропорту Ла Гуардия в Нью-Йорке. В период с 1942 по 1945 год, во время Второй мировой войны — 3-летняя служба в вооружённых силах США. Затем живёт в Египте и в Турции. После возвращения в 1946 году на родину преподаёт нью-йоркском Колумбийском университете, а с 1948 года — в институте Пратта, в Бруклине.
В 1952 году художник удостоен первой премии «Международной выставки художников» при институте Карнеги, в Филадельфии.